# 無線式入場券管理システム
無線式入場券管理システム（むせんしきにゅうじょうけんかんりシステム）とは、無線式の入場券で顧客の入退場を管理するシステムのことである。

## 概要
入退場口には、複数のチェックゲートが設置する。各チェックゲートは無線式入場券の情報を読み書きする送受信機、各種情報を表示する表示機、入退場通路を開閉するドア等がある。複数のチェックゲートがホストコンピュータとLANで構築されており、無線式入場券に記録された、顧客の入退場情報をホストコンピュータに格納することができる。

## 動作方式
顧客がチェックゲートに近づくと、無線式入場券の情報を読み取り、有効期限や券の種別判定を行う。入場券が有効であると判断した場合には、入場記録や通貨時間などを入場券に書き込み、ゲートのドアを開ける。入場券が無効であれば、警告とともにドアを閉じ、エラーメッセージを出力表示する。